# Episodi de Le avventure di Sarah Jane (quarta stagione)
La quarta stagione della serie televisiva britannica Le avventure di Sarah Jane è andata in onda su CBBC dall'11 ottobre al 16 novembre 2010. In Italia è inedita.
| nº | Titolo originale                  | Titolo italiano | Prima TV UK      | Prima TV Italia |
| -- | --------------------------------- | --------------- | ---------------- | --------------- |
| 1  | The Nightmare Man, Part 1         |                 | 11 ottobre 2010  |                 |
| 2  | The Nightmare Man, Part 2         |                 | 12 ottobre 2010  |                 |
| 3  | The Vault of Secrets, Part 1      |                 | 18 ottobre 2010  |                 |
| 4  | The Vault of Secrets, Part 2      |                 | 19 ottobre 2010  |                 |
| 5  | Death of the Doctor, Part 1       |                 | 25 ottobre 2010  |                 |
| 6  | Death of the Doctor, Part 2       |                 | 26 ottobre 2010  |                 |
| 7  | The Empty Planet, Part 1          |                 | 1º novembre 2010 |                 |
| 8  | The Empty Planet, Part 2          |                 | 2 novembre 2010  |                 |
| 9  | Lost in Time, Part 1              |                 | 8 novembre 2010  |                 |
| 10 | Lost in Time, Part 2              |                 | 9 novembre 2010  |                 |
| 11 | Goodbye, Sarah Jane Smith, Part 1 |                 | 15 novembre 2010 |                 |
| 12 | Goodbye, Sarah Jane Smith, Part 2 |                 | 16 novembre 2010 |                 |